# NGC 558
NGC 558 في الفهرس العام الجديد، هي مجرة، تقع في كوكبة قيطس. اكتشفت في 1 فبراير 1864 بواسطة هاينريش لويس دريست.

## روابط خارجية
- NGC 558 على موقع ويكي سكاي: DSS2, SDSS, GALEX, IRAS, Hydrogen α, X-Ray, Astrophoto, Sky Map, Articles and images